# قف خانه
قف خانه مربوط به دوران پیش از تاریخ ایران باستان است و در شهرستان شاهرود، بخش مرکزی، دهستان دهملا، شمال غرب روستای خوریان واقع شده و این اثر در تاریخ ۷ اسفند ۱۳۸۶ با شمارهٔ ثبت ۲۱۴۱۹ به‌عنوان یکی از آثار ملی ایران به ثبت رسیده است.